# L'Aigle blanc (film, 1928)
Pour les articles homonymes, voir L'Aigle blanc.
L'Aigle blanc est un film soviétique muet réalisé par Yakov Protazanov, sorti en 1928. Il est l'adaptation au cinéma d'une nouvelle de Leonid Andreïev intitulée Le Gouverneur.

## Synopsis
À l'époque tsariste, lors d'une manifestation, un gouverneur fait tirer sur la foule, qui comprenait femmes et enfants, ce qui lui vaut d'être décoré par le tsar de l'Ordre de l'Aigle blanc. Mais cela lui vaut aussi les reproches de la ville et de sa propre famille…

## Fiche technique
- Titre : L'Aigle blanc
- Titre : Белый орёл (Belyy oryol)
- Réalisation : Yakov Protazanov
- Scénario : Oleg Leonidov, Yakov Protazanov, Yakov Urinov d'après Leonid Andreïev
- Directeur de la photographie : Pyotr Yermolov
- Décorateurs : Isaak Rabinovich
- Pays d'origine :  Union soviétique
- Sociétés de production : Mezhrabpomfilm
- Longueur : 67 minutes
- Format : Noir et blanc - Muet - 1.33 : 1
- Dates de sortie : 
  -  Union soviétique : 9 octobre 1928
  -  États-Unis : 11 février 1929

## Distribution
- Vassili Katchalov : le gouverneur Michel
- Anna Sten : la gouvernante
- Vsevolod Meyerhold : le sénateur
- Ivan Tchuvelev : l'informateur
- Andreï Petrovsky : le policier
- Piotr Repnine : l'évêque
- Elena Volkonskaya : la femme du gouverneur
- Mikhaïl Jarov : le fonctionnaire
- Youri Vassiltchikov : le fonctionnaire
- Alexandre Gromov : le révolutionnaire
- Alexandre Tchistiakov : le prisonnier